# Pryluky
Pryluky (in ucraino Прилуки?) è una città ucraina  (51 637 abitanti), nel distretto di Pryluky, nell'oblast' di Černihiv. Ospita l'amministrazione della comunità territoriale di  Pryluky, una delle comunità territoriali dell'Ucraina.
Fino al 18 luglio 2020 Pryluky era classificata come città di rilevanza regionale e apparteneva al comune di Pryluky, che non apparteneva ad alcun distretto. Nell'ambito della riforma amministrativa dell'Ucraina, che ha ridotto a cinque il numero dei distretti dell'oblast' di Černihiv, la città è stata fusa nel distretto di Pryluky.

## Geografia
Pryluky è attraversata dal fiume Udaj e sorge a 127 km a sud di Černihiv.

## Storia
Pryluky venne menzionata per la prima volta in un testo del 1085 redatto dal principe Vladimir II di Kiev.
Nel corso della seconda guerra mondiale Pryluky venne occupata dalla Wehrmacht il 18 settembre 1941. La popolazione ebraica della città, che prima del conflitto ammontava al 16,7% del totale, venne rinchiusa in un ghetto a partire dal 1942 e costretta ai lavori forzati. Nel corso di una serie di stragi e massacri, la maggioranza degli ebrei di Pryluky e dei dintorni vennero assassinati.
Il 18 settembre 1943 l'Armata Rossa riconquistò la città.

## Amministrazione

### Gemellaggi
Pryluky è gemellata con le seguenti città:
- Kościerzyna
- Ostrołęka